# Черевичкин, Виктор Иванович
Виктор Иванович Череви́чкин (Витя Черевичкин, 1925—1941) — советский подросток, убитый нацистскими оккупантами.

## Биография

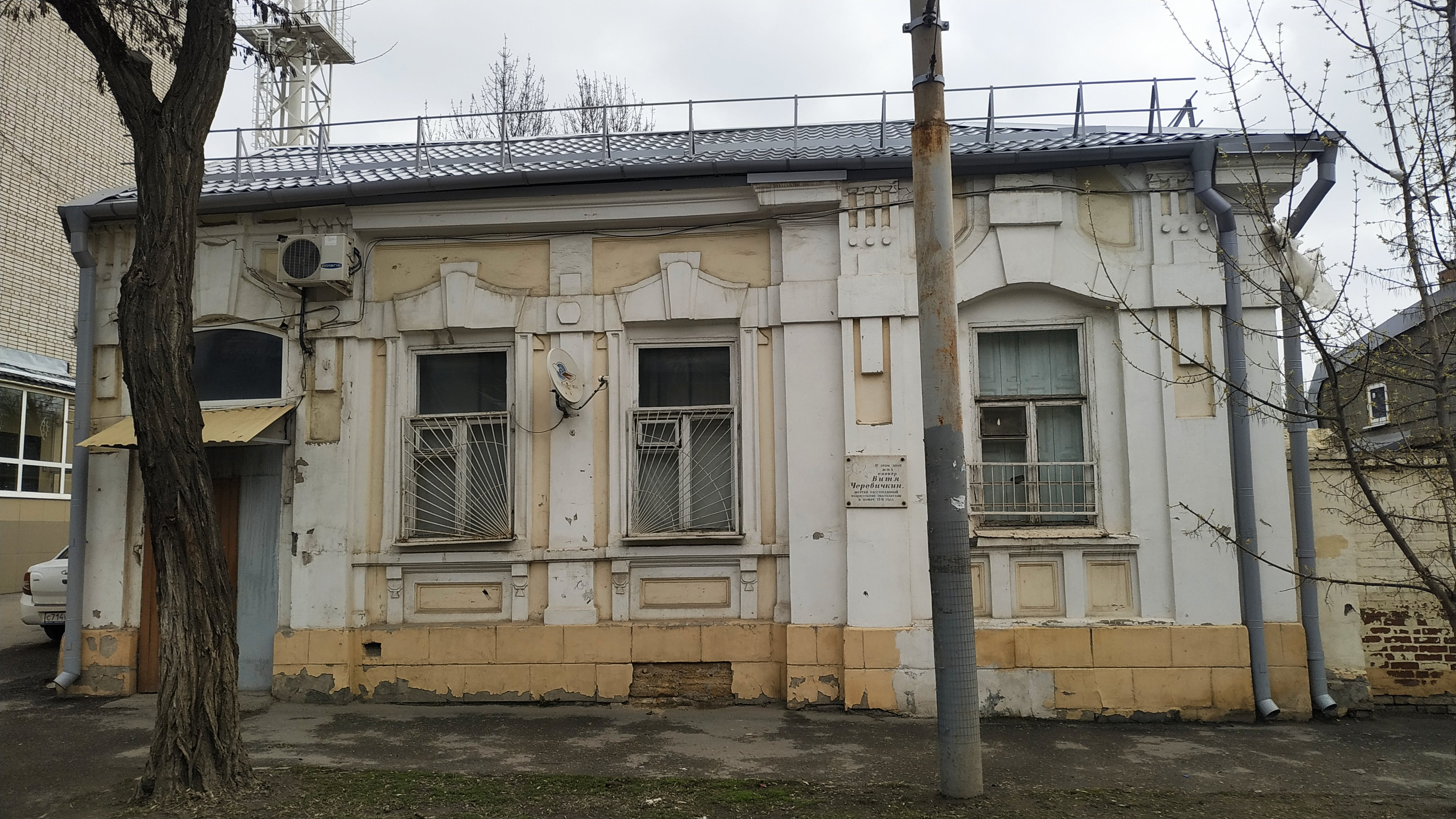
Дом №11 на улице 28-я линия в Ростове-на-Дону, где жил В. Черевичкин. 2021 г.

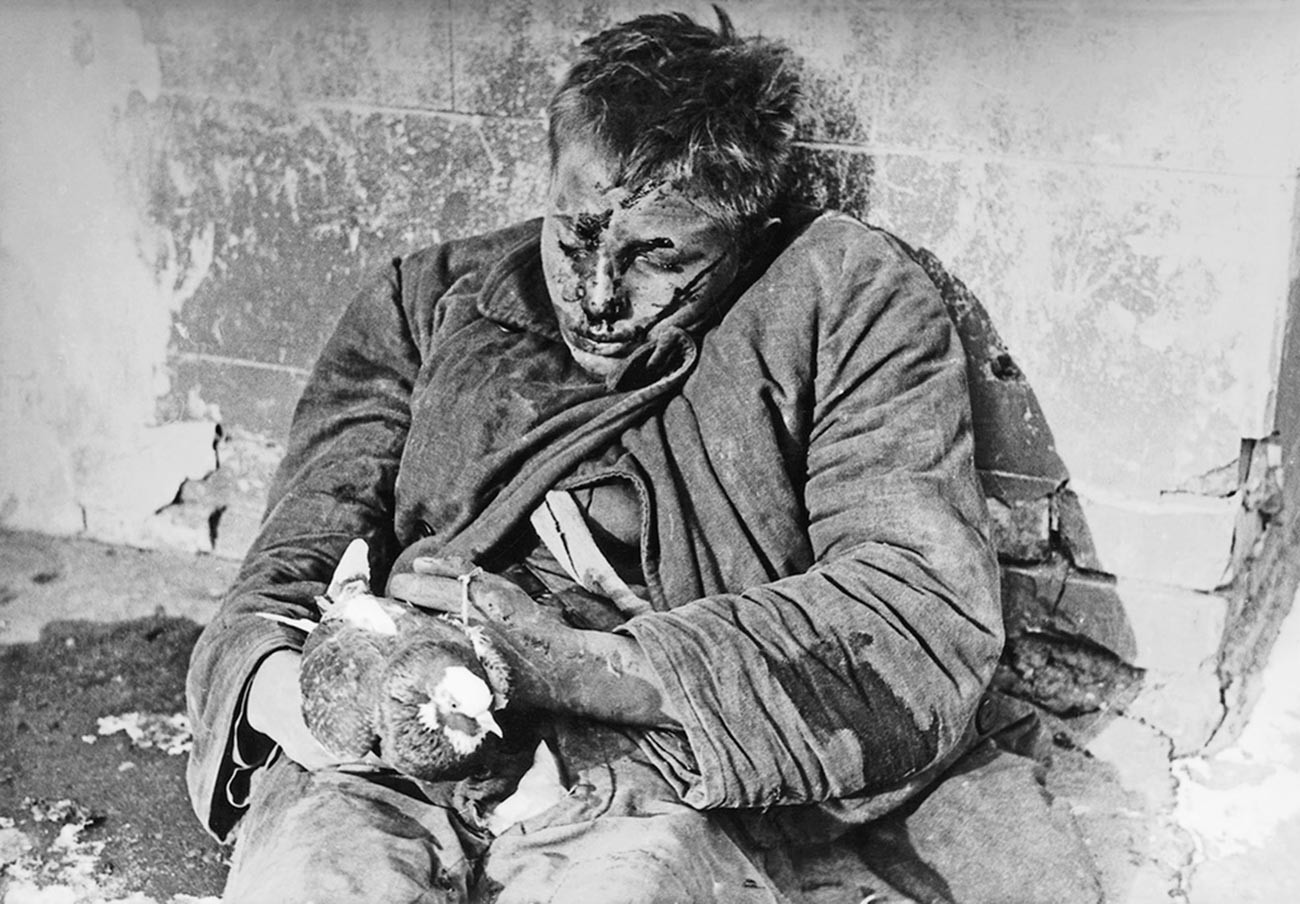
Убитый мальчик Витя Черевичкин с голубем в руках. Фото М. Альперта.

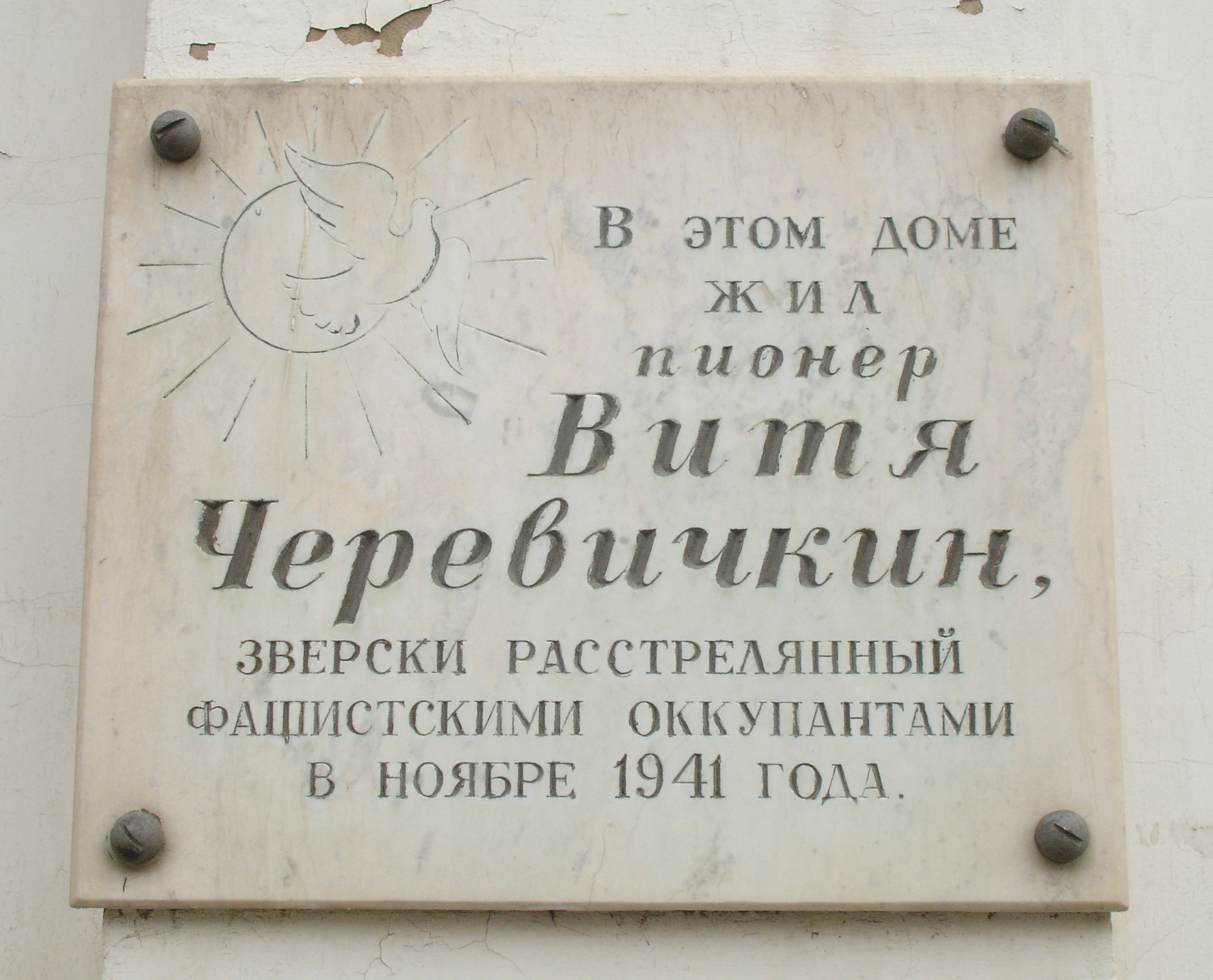
Памятная доска на доме

Виктор Черевичкин родился в городе Ростове-на-Дону в рабочей семье.
После окончания семилетней школы учился в ремесленном училище № 2 и, как многие, занимался содержанием голубей.
После начала Великой Отечественной войны, когда отец и старший брат ушли на фронт, Виктор с матерью и двумя младшими сёстрами остался в городе, который 20 ноября 1941 года был захвачен наступающими частями вермахта и войск СС.
22 ноября 1941 года был издан приказ об уничтожении голубей в районах города Ростов. Вопреки предписанию немецкого командования об уничтожении принадлежащих местному населению домашних голубей, подросток в течение недели скрывал имевшихся у него птиц.
28 ноября 1941 года немцы застали Виктора Черевичкина выпускающим нескольких голубей у здания, в котором размещался штаб, и обнаружили в сарае во дворе его дома голубятню.
В тот же день немцы были выбиты из города в результате успешного контрнаступления частей Юго-Западного фронта.
Фотография убитого Вити Черевичкина с голубем в руке, сделанная советским фотокорреспондентом М. В. Альпертом, фигурировала на Нюрнбергском процессе в числе фотодокументов, изобличающих нацизм в совершении преступлений против человечности.
Тело Виктора Черевичкина было захоронено в одной из братских могил вместе с красноармейцами и жителями города, убитыми оккупантами. В период оборонительных боёв и повторной немецкой оккупации Ростова-на-Дону с лета 1942 по февраль 1943 года информация о точном месте захоронения была утрачена.

## Память
Существуют предположения, что действия Виктора Черевичкина, выпускавшего голубей в небо занятого врагом города, имели целью подачу сигнала советской авиации, либо что скрываемые им птицы предназначались для отправки сообщений за линию фронта.

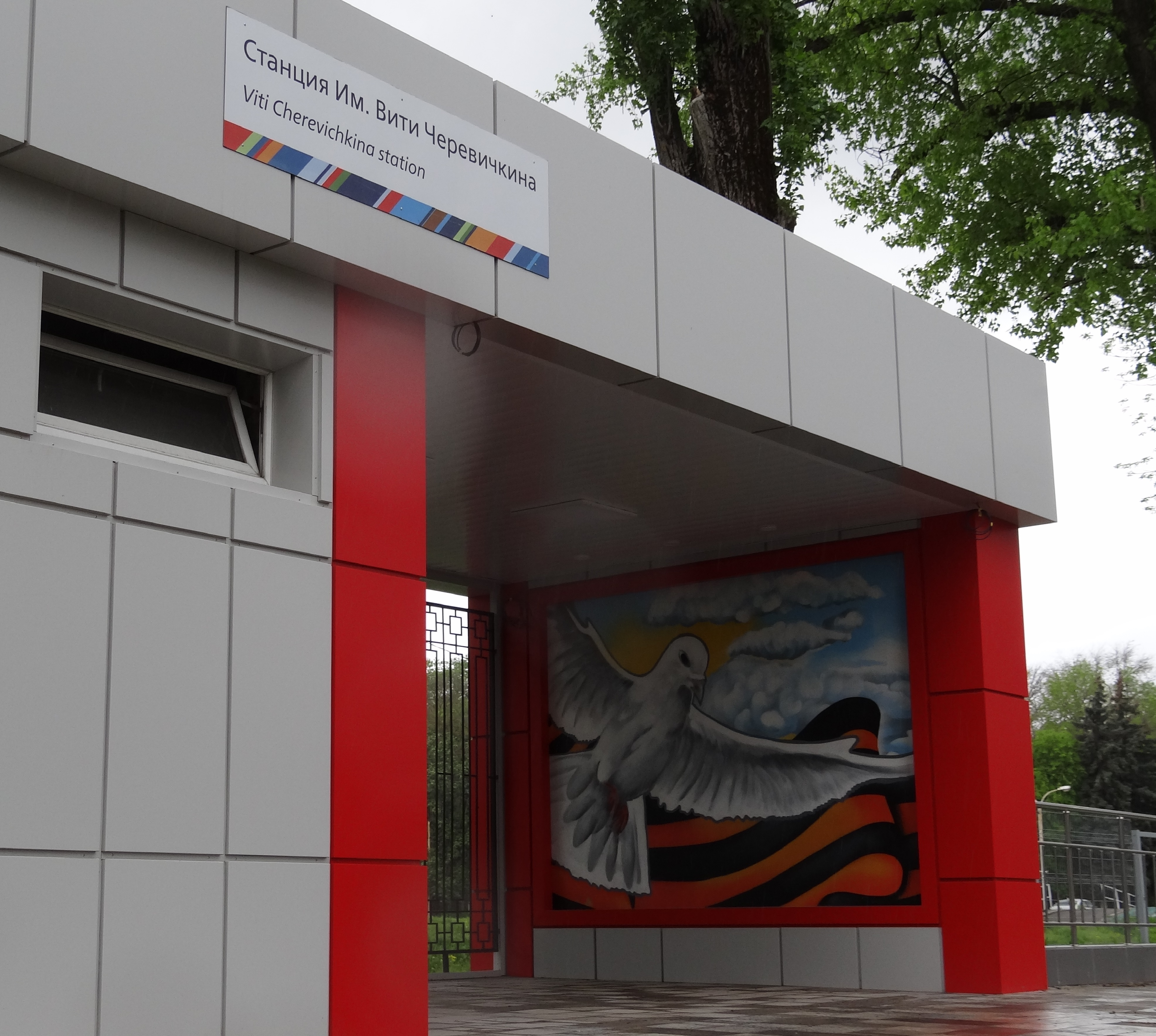
Станция имени Вити Черевичкина на Ростовской детской железной дороге

### Песня
Хотя объективного подтверждения этому нет, сам поступок подростка, убитого за отказ подчиниться требованиям оккупантов, сделал его известным далеко за пределами города, о чём свидетельствует широкое распространение в послевоенное время народной песни «Голуби» («Жил в Ростове Витя Черевичкин…»), которая исполнялась известной певицей Еленой Камбуровой и в 2008 году вошла в альбом «Нас не трогай!» российской группы «Запрещённые барабанщики». По разным сведениям, в создании песни участвовали композитор Б. М. Терентьев, поэт Н. Малкин; впервые появилась она, вероятно, в Златоусте.

### Повесть А. Агафонова
Впервые произведение «Повесть о Вите Черевичкине» опубликовано в 1974 году и выпущено Ростовским книжным издательством. Произведение основано на реальных событиях.Вспоминает очевидец событий А. Агафонов:

«Когда наши, вошли в город, в первый же день появилась нота Народного комиссариата иностранных дел, подписанная Молотовым: „О зверствах немецко-фашистских захватчиков в Ростове-на-Дону“ и листовки. Там, в частности, сообщалось о расстреле 14-летнего мальчика из ремесленного училища — Вити Черевичкина. Убитого Витю Черевичкина я видел, мы бегали туда. Хотя расстрелян он был не там, где говорилось в листовке. Он был расстрелян в парке имени Фрунзе. И был он постарше. Но это я узнал позже, когда собирал материалы о нём для своей повести. А тогда мы просто увидели: он лежал без головного убора, как бы прислонившись к стене. Пули вырвали клочки из его ватника. Держал он в руках обезглавленного голубя. Рядом валялись тушки других голубей. Потом он стал легендарным. Его именем назвали улицу, сложили песню „Жил в Ростове Витя Черевичкин“. Кинокадры и фотодокументы о нём фигурировали на Нюрнбергском процессе»

Позднее донской писатель А. Ф. Агафонов в 1952—1962 годах работал в областной газете «Большевистская смена» и встречал многих очевидцев событий оккупации. Он написал несколько книг о юных патриотах Дона, которые погибли в годы Великой Отечественной войны: «Повесть о Вите Черевичкине» о пионере-герое Вите Черевичкине, убитом нацистами в ноябре 1941 года, о Саше Чебанове — «Боец ополчения» (1978), об Эдике Жмайлове — «Я вернусь с победой, мама» (1981). Благодаря Агафонову улицы города Ростова-на-Дону носят имена этих ребят. По пьесе Аркадия Фёдоровича в театрах Ростовской области шёл спектакль «Летите, голуби!».

#### Сюжет
В повести рассказывается о юном герое Вите Черевичкине, его друзьях, которые жили, учились, играли, любили голубей, но началась Великая Отечественная война, которая забрала детство у ребят. Мальчишки помогали взрослым в борьбе с немецкими оккупантами, которые захватили город Ростов-на-Дону в ноябре 1941 года. Ребята расклеивали листовки со сводками Совинформбюро, срывали немецкие приказы, портили немецкую боевую технику, с помощью голубиной почты передавали сведения Красной Армии. По разному сложилась судьба юных героев: Рубен погиб под Сталинградом, брат Вити Черевичкина Саша погиб под Изюмом, Павлик не вернулся с войны, Вилька стал сыном полка.
Главный герой Витя Черевичкин, несмотря на угрозы немецких приказов, в которых запрещалось держать, укрывать и разводить голубей, он продолжал прятать своих любимых птиц. Голуби находились во дворе у Вити, в сарае. Виктора схватили нацисты в тот момент, когда он выпускал голубей возле немецкого штаба. Юного героя жестоко избили, красный галстук втоптали в снег, а голубей вытащили из-под Витиной телогрейки. После допросов, истязаний Витю бросили в подвал. Расстреляли юного пионера-героя в парке имени Фрунзе. Перед расстрелом нацисты перерезали на руках Вити верёвки, под сосну бросили изуродованных голубей, Витя Черевичкин побежал к своим любимцам и в этот момент протарахтел автомат, юный герой погиб.

### Памятники и мемориальные доски

Информационная табличка в Ростове-на-Дону

- Именем Вити названа одна из улиц в микрорайоне Нахичевань Пролетарского района города Ростов-на-Дону, а также улица в городе Снежное Донецкой области Украины.
- Его имя носит Детский парк (в 1880—1950 годах — Александровский сад) в Пролетарском районе Ростова-на-Дону.
- Его имя носит станция  Ростовской детской железной дороги.
- На стене дома, где в начале войны проживала семья Черевичкиных, установлена мемориальная доска с изображением летящего голубя на фоне лучей солнца и надписью: «В этом доме жил пионер Витя Черевичкин, зверски расстрелянный фашистскими оккупантами в ноябре 1941 года».
- 3 июня 2001 года имя Виктора Черевичкина внесено в список погибших, память о которых увековечена мемориальным комплексом «Скорбящая мать» в парке имени М. В. Фрунзе города Ростов-на-Дону.
- Памятник Вите Черевичкину с голубем в руке (скульптор Н. В. Аведиков) установлен в названном его именем детском парке в городе Ростов-на-Дону. Указанный памятник изображён на выпущенном небольшим тиражом советском коллекционном значке[9].